# Troas

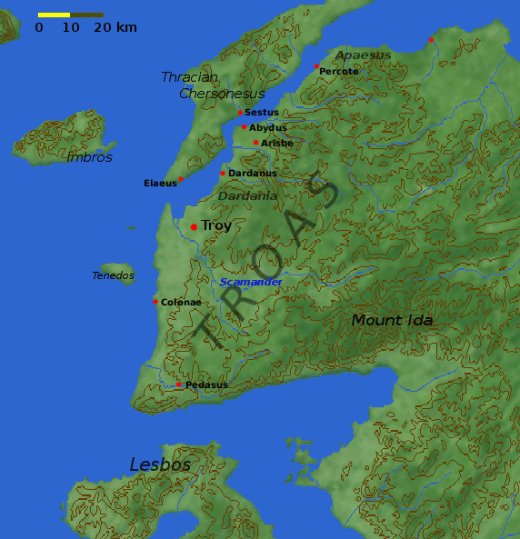
Karta över Troas.

Troas (grekiska Τρῳάς) var ett antikt landskap i nordvästra hörnet av Mindre Asien, och var det område som ansågs ha tillhört det homeriska eller förhistoriska Troja. Området är skilt från resten av Anatolien av ett bergsmassiv.

## Geografi
Troas begränsas i norr av Propontis (Marmarasjön), i nordväst av Hellesponten (sundet vid Dardanellerna), i väst av Egeiska havet och i söder av den Adramyttiska havsviken (Edremidviken). I södra delen ligger berget Ida (nuvarande Kaz Dağı), vars förgreningar och utsprång fyller större delen av landskapet, men i väst och nordväst lämnar plats för en tämligen betydlig strandslätt (Trojanska slätten), genom vilken floden Skamandros (nu Küçükmenderes Çayı) med dess bifloder Simoeis och Thymbrios (nu Dum-brek su) flyter.

## Historia
Troas kuststräcka var sedan urminnes tid bebodd av aioliska greker och bildade norra delen av det asiatiska Aiolien. Efter Alexander den stores tid räknades Troas som en del av landskapet Mysien. I romarriket var det en del av den romerska provinsen Asia. Under bysantinskt herravälde hörde Troas till samma region som de Egeiska öarna, och under det osmanska riket var det en del av Bigha.
I dag tillhör Troas den turkiska provinsen Çanakkale. På dess sydvästligaste udde Kap Bababurun ligger Babakale, den västligaste punkten på det mindreasiatiska fastlandet.